# Theim
Theim (auch: Tayam, Tchiem, Tèm, Thiem) ist ein Dorf in der Landgemeinde Anzourou in Niger.

## Geographie
Das Dorf befindet sich rund 24 Kilometer nordöstlich des Hauptorts Sarakoira der Landgemeinde Anzourou, die zum Departement Tillabéri in der gleichnamigen Region Tillabéri gehört. Zu den Siedlungen in der näheren Umgebung von Theim zählen Boni Kado im Westen und Tarhabout im Nordwesten.
Es herrscht das Klima der Sahelzone vor, mit einer durchschnittlichen jährlichen Niederschlagsmenge zwischen 300 und 400 mm. Im Tal von Theim wachsen Tamarindenbäume, die lokal als bosey bezeichnet werden.

## Geschichte
Bewaffnete Gruppen stahlen in Oktober 2018 Vieh in Theim und weiteren Siedlungen wie Gaïgorou, Katanga und Kolbolé. Zum Teil verlangten sie für die Wiederherausgabe Zakāt beziehungsweise Lösegeld. Bewaffnete Angreifer töteten am 21. August 2021 19 Menschen, die sich in einer Moschee in Theim zum Gebet versammelt hatten. Daraufhin flüchteten zahlreiche Menschen in den Gemeindehauptort Sarakoira.

## Bevölkerung
Bei der Volkszählung 2012 hatte Theim 797 Einwohner, die in 98 Haushalten lebten. Bei der Volkszählung 2001 betrug die Einwohnerzahl 589 in 79 Haushalten und bei der Volkszählung 1988 belief sich die Einwohnerzahl auf 2220 in 316 Haushalten.

## Wirtschaft und Infrastruktur
Mit einem Centre de Santé Intégré (CSI) ist ein Gesundheitszentrum im Ort vorhanden. Es gibt eine Schule. Das nigrische Unterrichtsministerium richtete 1996 gemeinsam mit dem Welternährungsprogramm der Vereinten Nationen zahlreiche Schulkantinen in von Ernährungsunsicherheit betroffenen Zonen ein, darunter eine für Nomadenkinder in Theim.